# Błonie (Tuszyma)
Błonie – część wsi Tuszyma w Polsce, położona w województwie podkarpackim, w powiecie mieleckim, w gminie Przecław.
W latach 1975–1998 Błonie administracyjnie należały do województwa rzeszowskiego.